# Pierre Gerla
Pierre Gerla, né le 17 novembre 1763 à Villebrumier (France) et mort le 22 avril 1834 à Villebrumier, est un député français au Conseil des Cinq-Cents entre 1795 et 1799. Il est nommé procureur-syndic du district de Castelsarrazin pendant la révolution et maire de Castelsarrazin.

## Biographie
Il est élu le 25 vendémiaire de l'an IV comme député de Haute-Garonne au Conseil des Cinq-Cents avec 190 voix sur les 363 votants. Il présente, le 21 floréal de l'an VI, un rapport sur la notion de Gomaire, pour abolir l'usage des mots « sieur » et « monsieur » dans les lettres de change. Il est élu secrétaire du conseil le 1er brumaire de l'an VII. Le 21 ventôse suivant il lit un projet de loi en déclarant que « nul ne peut être élu greffier ou commis-greffier d'un tribunal auquel la loi attribue la nomination du premier de ces fonctionnaires, s'il est parent ou allié de l'un des juges, jusqu'au 3e degré ».
Son attitude lors du coup d'État du 18 brumaire aurait semblé lui promettre une carrière nationale, mais pour des raisons inconnues il préféra rentrer à Villebrumier où il reprit la charge de notaire de son père et fit construire le Château Saint-Théodard, aujourd'hui connu comme Château de Villebrumier. Il fut nommé juge au tribunal civil de Castelsarrazin le 4 prairial de l'an VIII.

## Sources
- « Pierre Gerla », dans Adolphe Robert et Gaston Cougny, Dictionnaire des parlementaires français, Edgar Bourloton, 1889-1891 [détail de l’édition]